# Perigramma religiosa
Perigramma religiosa là một loài bướm đêm trong họ Geometridae.